# Lumban Tobing
Lumban Tobing is een bestuurslaag in het regentschap Humbang Hasundutan van de provincie Noord-Sumatra, Indonesië. Lumban Tobing telt 685 inwoners (volkstelling 2010).